# Curentul Birkeland
Curentul Birkeland este un curent electric din ionosfera Pământului. A fost evidențiat de Kristian Birkeland, savant si explorator norvegian care l-a evidentiat in 1903.